# César Villanueva
César Villanueva Arévalo (sinh ngày 5 tháng 8 năm 1946) là một chính trị gia người Peru từng là Thủ tướng Peru từ tháng 4 năm 2018, và trước đây giữ chức Thủ tướng từ năm 2013 đến 2014. Năm 2007, ông trở thành Thống đốc vùng San Martín. Ông đã tuyên thệ nhậm chức Thủ tướng bởi Tổng thống Ollanta Humala vào ngày 31 tháng 10 năm 2013 và được liên kết với các đảng trung tả.

## Tiểu sử
Cesar Villanueva sinh vào tháng 8 năm 1946 tại tỉnh San Martin thuộc thành phố lớn nhất của cô, Tarapoto. Ở cùng một nơi tôi tốt nghiệp ra trường. Anh học tại thủ đô Lima tại Đại học Quốc gia. Federico Villareal.
Từ ngày 1 tháng 1 năm 2007 đến hết tháng 10 năm 2013, ông đứng đầu vùng San Martin. Vào ngày 29 tháng 10 năm 2013, Tổng thống Peru, Ollanta Humala, đã đề xuất với Cesar Villanueva để thay đổi bộ trưởng nội các hiện tại, Juan Jimenez Major, người tuyên bố từ chức. Một ngày sau, Villanueva đứng đầu chính phủ của đất nước.
Vào cuối tháng 2 năm 2014, một vụ bê bối đã xảy ra trong Nội các Bộ trưởng Peru. Vì lý do này, Villanueva vào ngày 25 tháng 2 đã từ chức là người đứng đầu chính phủ của đất nước. Thay thế ông trong bài này, cựu Bộ trưởng Bộ Nhà ở René Cornejo.
Đầu năm 2018, vụ bê bối chính trị lớn nhất nổ ra ở Peru do Tổng thống đã ân xá cựu Tổng thống Alberto Fujimori. Đây là lý do cho nghỉ hưu vào tháng 3 của Tổng thống đương nhiệm Pedro Pablo Kuczinski. Ông được thay thế bởi Martin Vizcarra, người vào đầu tháng 4 đã đưa Villanueva trở lại vị trí thủ tướng.

## Sự nghiệp chính trị
Sự nghiệp chính trị của ông bắt đầu vào năm 1980 khi ông là ứng cử viên của Hạ viện từ Quân đoàn Dân chủ Phổ biến, được thành lập bởi các nhóm cánh tả cực đoan. Năm 1983, ông thành lập nhóm chính trị của riêng mình, Phong trào khu vực Amazon mới. Nhưng sau đó cô đã nghỉ ngơi từ chính trị cho đến năm 2001. Năm 2001, ông trở lại làm ứng cử viên cho đại hội. Đến lúc này, phe cấp tiến đã rời xa cánh tả. Năm 2006, ông đã đạt được chức Chủ tịch của Chính quyền khu vực San Martin (2007 - 2010) và sau đó được bầu cho nhiệm kỳ thứ hai (2011-2014). Năm 2012, ông được bầu làm Chủ tịch Quốc hội Chính quyền Khu vực.
Vào giữa năm 2012, ông đã nhận được một lời đề nghị từ Tổng thống Ollanta Humala để đảm nhận chức chủ tịch của Hội đồng Bộ trưởng. Martin đã mất một năm rưỡi để tiếp quản vị trí tổng thống khu vực và có thêm một năm và hai tháng cho đến khi kết thúc nhiệm kỳ thứ hai với tư cách là chủ tịch khu vực. Cuối cùng, vào tháng 10 năm 2013, ông đã chấp nhận văn phòng thủ tướng.